# Lichtenwörth
Lichtenwörth – gmina targowa w Austrii, w kraju związkowym Dolna Austria, w powiecie Wiener Neustadt-Land. Według Austriackiego Urzędu Statystycznego liczyła 2 804 mieszkańców (1 stycznia 2014).